# ازمز (تيسير تاوريرت)
ازمز هو دُوَّار يقع بجماعة تڭموت، إقليم طاطا، جهة سوس ماسة في المملكة المغربية. ينتمي الدوّار لمشيخة تيسير تاوريرت التي تضم 3 دواوير. يقدر عدد سكانه بـ 398 نسمة حسب الإحصاء الرسمي للسكان والسكنى لسنة 2004.

## روابط خارجية
- البوابة الوطنية للجماعات الترابية
- المندوبية السامية للتخطيط